# Małgorzata Falkowska
Małgorzata Falkowska (ur. 3 kwietnia 1989 we Włocławku) – polska autorka powieści obyczajowych oraz książek dla dzieci.

## Życiorys
Absolwentka Uniwersytetu Mikołaja Kopernika w Toruniu. Pedagog specjalny, oligofrenopedagog, surdopedagog, terapeuta zajęciowy. Jest pracownikiem Środowiskowego Domu Samopomocy Fundacji im. Brata Alberta.
Ma męża Wojciecha.
Laureatka nagrody Gąska Debiutanta portalu "Polacy nie gęsi" w 2017 roku.

## Twórczość (wybór)
- 2016 – Mąż potrzebny na już, wyd. Videograf[5]
- 2016 – Gorzej być (nie) może, wyd. Videograf[6]
- 2017 – Po co komu biała kredka?, wyd. TADAM[7]
- 2017 – Poszukiwani, poszukiwany, wyd. Videograf[8]
- 2018 – To nie jest twoje dziecko, wyd. Lira[9]
- 2018 – Paleta marzeń, wyd. Lira[10]
- 2018 –  Wyspa singli, wyd. Lira[11]
- 2019 – Ilias, wyd. Editio Red[12]

Jest również autorką świątecznego opowiadania pt. „Bieda bogactwem zwana”, które ukazało się w zbiorze „Czas cudów, czyli pod jemiołą” (2017, wyd. Videograf).